# TiVulandia successi n. 2
TiVulandia successi n. 2 è un album raccolta di sigle di programmi per bambini in onda sulle reti Rai e sui circuiti locali, pubblicato su vinile nel 1982 dalla RCA Original Cast e poi ristampato su CD nel 1994 e nel 2000.

## Tracce
Lato A
1. Galaxy (testo: Cesare De Natale – musica: Guido de Angelis, Maurizio De Angelis) 3:50
2. Lady Oscar (testo: Riccardo Zara – musica: Riccardo Zara) 3:10
3. Koseidon (testo: Claudio Balestra, Giancarlo Balestra, Mauro Balestra – musica: Claudio Balestra, Giancarlo Balestra, Mauro Balestra) 3:25
4. Sasuke (testo: Riccardo Zara – musica: Riccardo Zara) 4:08
5. Lo scoiattolo Banner (testo: Maria Letizia Amoroso – musica: Corrado Castellari) 3:40
6. Belfy e Lillibit (testo: Maria Letizia Amoroso – musica: Corrado Castellari) 3:12
7. Gordian (testo: Lucio Macchiarella – musica: Franco Micalizzi) 3:24

Lato B
1. L'isola del tesoro (testo: Stefano Jurgens – musica: Fabio Massimo Cantini) 4:00
2. Chobin (testo: Franco Migliacci – musica: Mauro Goldsand) 2:58
3. Gli gnomi delle montagne (testo: Maria Letizia Amoroso – musica: Corrado Castellari) 2:50
4. UFO Diapolon (testo: Franca Evangelisti – musica: Franco Micalizzi) 3:27
5. Jacky (testo: Cesare De Natale, Guido de Angelis – musica: José Hidalgo, Guido de Angelis, Maurizio De Angelis) 3:15
6. Starzinger (testo: Giancarlo Balestra[2], Akira Itō[3] – musica: Shunsuke Kikuchi) 2:46
7. Tamagon risolvetutto (testo: Ugo Caldari – musica: Dino Kappa) 2:44

## Interpreti
- Superobots (Lato A n. 3-7 / Lato B n. 4-6)
- Le Mele Verdi (Lato A n. 5-6 / Lato B n. 3)
- I Cavalieri del Re (Lato A n. 2-4)
- Il Mago, la Fata e la Zucca Bacata (Lato B n. 2)
- Oliver Onions (Lato A n. 1)
- Lino Toffolo con la piccola Fabiana (Lato B n. 1)
- Sara Kappa (Lato B n. 7)
- Royal Jelly (Lato B n. 5)
- Cori: Paola Orlandi, i Piccoli Cantori di Milano diretti da Laura Marcora, I Piccoli Cantori diretti da Niny Comolli.